# Oluf Nicolai Olsen
Oluf Nicolai Olsen (4. marts 1794 i Køge – 19. december 1848 i København) var en dansk officer og korttegner.
Olsen blev officer 1812 og var 1830 avanceret til sekondkaptajn og kommandør for minør- og sapørkompagniet; samme år blev han lærer i topografi og tegning ved Den kongelige militære Højskole, idet han 1815 havde taget landmålereksamen; 1817-19 gennemgik han Kunstakademiet, og fra 1825 ledede han Videnskabernes Selskabs topografiske arbejder. I 1836 ansattes han som divisionskvartermester i Generalstaben, forfremmedes 1839 til major og 1842 til chef for den nye topografiske afdeling, under hvilken foruden Generalstabens egne målinger Videnskabernes Selskabs og professor Schumachers opmålinger henlagdes. I 1848 blev han oberst i Generalstaben.
Som topograf og korttegner har Olsen udfoldet en meget stor virksomhed; hans betydeligste arbejder er: Plantegeografisk Atlas (til J.F. Schouws Plantegeografi 1824), Esquisse orographique de l'Europe (sammen med J.H. Bredsdorff, 1824, ny udgave 1830), Ledetraad ved Forelæsningerne i Topografi og Geodesi (1830-32), Topografisk Tegnekunst (1831-36), Atlas til J. F. Schouw's Naturskildringer (1832-35), Generalkort over Sønderjylland (1836), Atlas pour le tableau du climat de l'Italie (1839), Generalkort over Kongeriget Danmark med Hertugdømmet Slesvig (1841—42), Atlas især med Hensyn til Ungdommens Undervisning (1842-44), Generalkort over Hertugdømmet Lauenburg (1844), Kort over Island (1844-49), Generalkort over Island (1849) samt de indtil 1849 udgivne atlasblade af Generalstabens kort over Danmark.
Ikke alene er Olsens kort kunstnerisk og omhyggelig udførte, men de er til dels banebrydende, idet for eksempel i Esquisse de l'Europe de orografiske forhold er fremstillede ved ækvidistante horisontalkurver, skønt kortet er i en lille målestok, hvorfor det blev prisbelønnet af det geografiske selskab i Paris. Også Topografisk Tegnekunst har haft stor betydning, idet det har dannet grundlag for udførelsen af samtlige generalstabens kort, medens hans skoleatlas er særdeles omhyggeligt, overskueligt og smagfuldt. Endelig har Olsen med udmærket dygtighed og flid iværksat Danmarks topografiske opmåling. 1837-40 var han medudgiver af Militært Repertorium. I 1829 blev han Ridder af Dannebrog og 1840 Dannebrogsmand. Han er begravet på Garnisons Kirkegård.